# Марисін (Пясечинський повіт)
Марисін (пол. Marysin) — село в Польщі, у гміні Лешноволя Пясечинського повіту Мазовецького воєводства.
Населення — 201 особа (2011).
У 1975-1998 роках село належало до Варшавського воєводства.

## Демографія
Демографічна структура станом на 31 березня 2011 року:
|          | Загалом | Допрацездатний вік | Працездатний вік | Постпрацездатний вік |
| -------- | ------- | ------------------ | ---------------- | -------------------- |
| Чоловіки | 92      | 19                 | 70               | 3                    |
| Жінки    | 109     | 23                 | 72               | 14                   |
| Разом    | 201     | 42                 | 142              | 17                   |